# Anatoli Marienhof
Anatoli Borissovitch Marienhof (en russe : Анатолий Борисович Мариенгоф), né le 24 juin 1897 (6 juillet dans le calendrier grégorien) à Nijni Novgorod et mort le 24 juin 1962 à Léningrad, est un poète, romancier, dramaturge et scénariste russe et soviétique.
Il est l'une des figures de proue de l'imaginisme. Actuellement, il est connu pour ses mémoires qui dépeignent la vie littéraire russe des années 1920 et son amitié avec le poète Sergueï Essenine.

## Biographie
Anatoli Marienhof naît dans une famille noble de Livonie à Nijni Novgorod. Après ses études, il est incorporé dans l'armée et doit servir au cours de la Première Guerre mondiale sur le front de l'Est.
En 1918, à Voronej, avec Sergueï Essénine et d'autres poètes moscovites, il signe le manifeste Deklaratsiia, texte fondateur du mouvement de l'Imaginisme qui veut se distinguer du Futurisme. Il participe à toutes les manifestations et publications du groupe et fait paraître, entre 1920 et 1928, une douzaine de recueils de poésie dans la mouvance imaginiste. Grand ami de Essénine, avec qui il partage un appartement pendant plusieurs mois, il lui dédie plusieurs de ses œuvres.

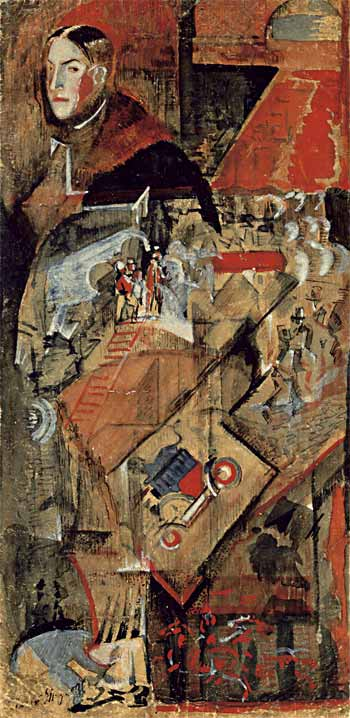
Gueorgi Iakoulov. Portrait de A. Marienhof. 1922

À la fin des années 1920, il accède à la notoriété avec le scandale que suscite la publication de son roman Un roman sans mensonge (Roman bez vrania). Les attaques incessantes de la presse soviétique à son endroit le poussent à publier à Berlin, en 1928, son deuxième roman, Les Cyniques (Tsiniki), tout comme son dernier, L'Homme rasé (Brityy tchelovek), en 1930. Il se cantonne ensuite à l'écriture de pièces de théâtre pour la scène et la radio.
En 1922, il épouse Anna B. Nikritina actrice au Théâtre de Chambre. Ils auront un fils Kirill (1923, Odessa - 1940, Leningrad).
Après la mort de Joseph Staline, en 1953, il rédige ses mémoires qui ne seront publiés que plusieurs décennies après sa mort survenue en juin 1962. Il est enterré au cimetière Bogoslovskoïe à Saint-Pétersbourg.

## Œuvres traduites en français
- Roman bez vrania (1927-1929) Publié en français sous le titre Un roman sans mensonge, traduit par Fabienne Mariengof et Jean-Jacques Marie, Paris, Éditions du Seuil, coll. « Le Don des langues », 1992, 190 p.  (ISBN 2-02-012652-4)
- Tsiniki (1928) Publié en français sous le titre Les Cyniques, traduit par Jean-Jacques Marie, Paris, Éditions du Seuil, coll. « Le Don des langues », 1990, 160 p.  (ISBN 2-02-011468-2)
- Brityy tchelovek (1930) Publié en français sous le titre L'Homme rasé, traduit par Henri Abril, Paris, Circé, 2004, 132 p.  (ISBN 2-84242-146-9)
- Mon siècle ma jeunesse, traduit par Anne-Marie Tatsis-Botton (Éditions Noir sur Blanc)  (ISBN 978-2-88250-578-1)

## Filmographie

### Comme scénariste
- 1928 : La Maison de la place Troubnaia de Boris Barnet
- 1928 : L'Homme qui a vendu son appétit de Boris Barnet
- 1929 : Le Cadavre vivant (Jivoï troup) de Fedor Ozep
- 1929 : Joyeux Canari (Vessiolaïa kanareika) de Lev Koulechov
- 1929 : L'Étrangère (Postoronnïaïa jentchina) d'Ivan Pyriev
- 1936 : Sur l'étrangeté de l'amour (O strannostïakh lioubvi) de Yakov Protazanov

### Adaptation de son œuvre par des tiers
- 1991 : Les Cyniques (Tsiniki), film russe réalisé par Dmitri Meskhiev